# 毛利房良
毛利 房良（もうり ふさよし）は、長州藩一門家老である右田毛利家の第9代当主。

## 生涯
天明4年（1784年）、毛利就任の長男として生まれる。寛政3年（1791年）、父就任の隠居により、家督を相続し右田領主となる。藩主毛利斉房の偏諱を受けて房良と名乗る。
文化2年（1805年）9月30日死去。享年22。家督は児玉氏に養子入りしていた弟の房顕が帰家して相続した。正室は大野家の毛利親頼に再嫁した。